# Le Verfügbar aux Enfers
Le Verfügbar aux Enfers (Der „Verfügbare“ in der Unterwelt) ist eine Operette von Germaine Tillion in französischer Sprache. Sie wurde 2007 am Pariser Théâtre du Châtelet zu ihrem 100. Geburtstag öffentlich uraufgeführt – mehr als 60 Jahre nach der Entstehung des Werkes in einem deutschen Konzentrationslager.
Germaine Tillion übte das Libretto 1944 / 1945 in einer Kiste versteckt ohne Instrumente mit anderen Gefangenen im Konzentrationslager Ravensbrück ein.
Ein Dokumentarfilm über das Making of der Inszenierung 2007 zeigt Operettenausschnitte, unter anderem mit Musikstücken inspiriert von Bruno Coquatrix, Reynaldo Hahn, Georges Bizet, Henri Christiné, Oscar Straus und Henri Duparc. Die Aufnahmen werden von der Theaterregisseurin Bérénice Collet und vom Musikarrangeur Christophe Maudot kommentiert und durch die Berichte sechs ehemaliger weiblicher Häftlinge, darunter Germaine Tillion selbst, sehr eindrucksvoll ergänzt. Das Schreiben, Komponieren und Singen ermöglichte „kleine Fluchten“ und gemeinsames Lachen im Angesicht des scheinbar unentrinnbaren, aber eben nicht akzeptierten Schicksals der Deportierten in der Haft.
Der Begriff „Verfügbar“ im Titel bezieht sich dabei auf die Häftlingskategorie derjenigen Gefangenen, die von der SS keinem bestimmten Arbeitskommando zugeordnet waren und in den Augen der SS als frei disponibel, jederzeit verfügbar, einsetzbar galten.

## Uraufführung
Théâtre du Châtelet in Paris, 2. und 3. Juni 2007.
- Orchestre de Chambre Pelléas, Dirigentin Hélène Bouchez
- Regie: Bérénice Collet
- Musik (restitution et compositions musicales): Christophe Maudot
- Bühnenbild und Kostüme: Christophe Ouvrard
- Chorégraphie: Danièle Cohen.
- Darsteller: Gaële Le Roi, Jeannette Fischer, Carine Séchehaye, Claire Delgado-Boge, Emmanuelle Goizé, Hélène Delavault, Alain Fromager.
- Chœurs de la Maîtrise de Paris und der Collèges Camille Claudel und Evariste Galois
- Ballett: Tänzerinnen der Conservatoires municipaux de Paris

## Film
- Der Verfügbar in der Unterwelt bei IMDb